# Fallen Earth
Fallen Earth – gra komputerowa z gatunku MMORPG wyprodukowana przez Reloaded Productions, a wydana przez K2 Network na komputery osobiste i OS X. Jej premiera odbyła się 22 września 2009. 13 października 2011 gra przeszła na model free-to-play.